# Sportowe ratownictwo wodne na World Games 2017 – pływanie z przeszkodami na 200 m kobiet
Pływanie z przeszkodami na 200 m kobiet – jedna z konkurencji sportowego ratownictwa wodnego rozgrywanych podczas World Games 2017 we Wrocławiu. 
Eliminacje i finał rozegrane zostały 21 lipca. Zawody odbyły się na pływalni w Hala "Orbita".
Złoty medal zdobyła Włoszka Silvia Meschiari z czasem 2:05,89, srebrny medal - Polka Alicja Tchórz, natomiast brązowy medal - Francuzka Margaux Fabre.

## Rekordy
Przed rozpoczęciem World Games 2017 obowiązywały następujące rekordy:
| Rekord świata      | Lu Ying (CHN) | 2:01,88 | Kaohsiung | 23.07.2009 |
| Rekord World Games | Lu Ying (CHN) | 2:01,88 | Kaohsiung | 23.07.2009 |

## Terminarz
| Data          | Godzina (UTC+2)   | Wydarzenie             |
| ------------- | ----------------- | ---------------------- |
| 21 lipca 2017 | 10:00 10:05 10:10 | Wyścigi kwalifikacyjne |
| 21 lipca 2017 | 19:00             | Finał                  |

## Wyniki

### Kwalifikacje

#### Wyścig 1
Godzina: 10:00
| Poz. | Imię i nazwisko | Narodowość | Tor | Reakcja | Wynik   | Uwagi | Kwal. |
| ---- | --------------- | ---------- | --- | ------- | ------- | ----- | ----- |
| 1    | Serena Nigris   | Włochy     | 4   | 0,74    | 2:10,38 |       | Q     |
| 2    | Rachel Wood     | Australia  | 5   | 0,74    | 2:10,64 |       | Q     |
| 3    | Jessica Luster  | Niemcy     | 6   | 0,79    | 2:13,36 |       | R     |
| 4    | Yuka Narusawa   | Japonia    | 2   | 0,79    | 2:17,25 |       |       |
| 5    | Chisato Kurumi  | Japonia    | 7   | 0,81    | 2:19,10 |       |       |
| 6    | Kerstin Lange   | Niemcy     | 3   | 0,73    | 2:19,88 |       |       |

#### Wyścig 2
Godzina: 10:05
| Poz. | Imię i nazwisko    | Narodowość    | Tor | Reakcja | Wynik   | Uwagi | Kwal. |
| ---- | ------------------ | ------------- | --- | ------- | ------- | ----- | ----- |
| 1    | Silvia Meschiari   | Włochy        | 4   | 0,81    | 2:08,27 |       | Q     |
| 2    | Alicja Tchórz      | Polska        | 5   | 0,69    | 2:09,16 |       | Q     |
| 3    | Olivia Corrin      | Nowa Zelandia | 6   | 0,77    | 2:14,35 |       |       |
| 4    | Núria Payola       | Hiszpania     | 7   | 0,78    | 2:14,77 |       |       |
| 5    | Delphine Dulat     | Francja       | 2   | 0,67    | 2:16,45 |       |       |
| 6    | Samantha Howe      | Australia     | 3   | 0,77    | 2:17,72 |       |       |
| 7    | Stefanie Lindekens | Belgia        | 1   | 0,71    | 2:24,10 |       |       |

#### Wyścig 3
Godzina: 10:10
| Poz. | Imię i nazwisko      | Narodowość    | Tor | Reakcja | Wynik   | Uwagi | Kwal. |
| ---- | -------------------- | ------------- | --- | ------- | ------- | ----- | ----- |
| 1    | Margaux Fabre        | Francja       | 4   | 0,71    | 2:10,24 |       | Q     |
| 2    | Carina Doyle         | Nowa Zelandia | 2   | 0,75    | 2:12,07 |       | Q     |
| 3    | Dai Xiaodie          | Chiny         | 5   | 0,76    | 2:12,23 |       | Q     |
| 4    | Dominika Kossakowska | Polska        | 7   | 0,67    | 2:13,21 |       | Q     |
| 5    | Bao Xueyi            | Chiny         | 3   | 0,84    | 2:13,95 |       | R     |
| 6    | María Núñez          | Hiszpania     | 6   | 0,73    | 2:17,55 |       |       |
| 7    | Aurélie Romanini     | Belgia        | 1   | 0,67    | 2:22,52 |       |       |

### Finał
Godzina: 19:00
| Poz.   | Imię i nazwisko      | Narodowość    | Tor | Reakcja | Wynik   | Uwagi |
| ------ | -------------------- | ------------- | --- | ------- | ------- | ----- |
| złoto  | Silvia Meschiari     | Włochy        | 4   | 0,78    | 2:05,89 |       |
| srebro | Alicja Tchórz        | Polska        | 5   | 0,69    | 2:06,41 |       |
| brąz   | Margaux Fabre        | Francja       | 3   | 0,67    | 2:09,66 |       |
| 4      | Serena Nigris        | Włochy        | 6   | 0,74    | 2:09,67 |       |
| 5      | Rachel Wood          | Australia     | 2   | 0,75    | 2:10,82 |       |
| 6      | Carina Doyle         | Nowa Zelandia | 7   | 0,74    | 2:11,35 |       |
| 7      | Dai Xiaodie          | Chiny         | 1   | 0,70    | 2:13,04 |       |
| 8      | Dominika Kossakowska | Polska        | 8   | 0,66    | 2:13,67 |       |